# Raimundo Melchor Magi
Raimundo Melchor Magi y Gómez (Vinaroz, Castellón, 6 de enero de 1732 - Guadix, Granada, 26 de septiembre de 1803) fue un religioso perteneciente a la Orden de la Merced y miembro del círculo ilustrado de la corte del rey Carlos IV de España, además de obispo de la diócesis de Guadix.

## Biografía
Raimundo Melchor Magi nació en Vinaroz en el seno de una familia acomodada. Como adolescente, pasó a formar parte de la congregación mercedaria ingresando como novicio en el Monasterio del Puig. 
Dentro de la orden religiosa alcanzó una notable influencia, llegando a viajar a Roma donde formó parte del claustro de profesores del Colegio Pontificio de San Adrián de los Albaneses. Durante esta estancia en Italia tendrá la oportunidad de adentrarse en el círculo de los ilustrados españoles que estaban trabajando allí, como Francisco Pérez Bayer.
De vuelta a España, y con el apoyo de Bayer, consiguió acomodarse en la corte ilustrada de Carlos IV, formando parte del conocido círculo de los turianos: una elite intelectual de origen valenciano que alcanzó notable protagonismo a finales del siglo XVIII y principios del siglo XIX. En este contexto tendrá lugar su nombramiento como auxiliar del inquisidor general Felipe Bertrán, académico honorario de la Academia de Bellas Artes de San Carlos de Valencia y predicador de Su Majestad.Así como su nombramiento como obispo, en los últimos años de su vida, y por lo que fue destinado hasta la provincia de Granada, en la diócesis de Guadix-Baza. 

## Obras
- Informe al Tribunal de la Inquisición, ms., 1782
- Oración dicha en la Academia de Nobles Artes de S. Carlos, con motivo de la distribución de los premios, en 9 de octubre de 1786, Valencia, Benito Monfort, 1787
- Oración fúnebre en la translación del cadáver del Excelentísimo Señor Don Felipe Beltrán, Obispo de Salamanca [...], Madrid, Antonio de Sancha, 1790.